# Pethia thelys
Pethia thelys е вид лъчеперка от семейство Шаранови (Cyprinidae).